# آویاندا
آویاندا (به اسپانیایی: Avellaneda) شهری در کشور آرژانتین، استان بوئنوس آیرس است که در سال ۲۰۰۹ میلادی، حدود ۱۱۲٬۹۸۰ نفر جمعیت داشته است.

## نگارخانه

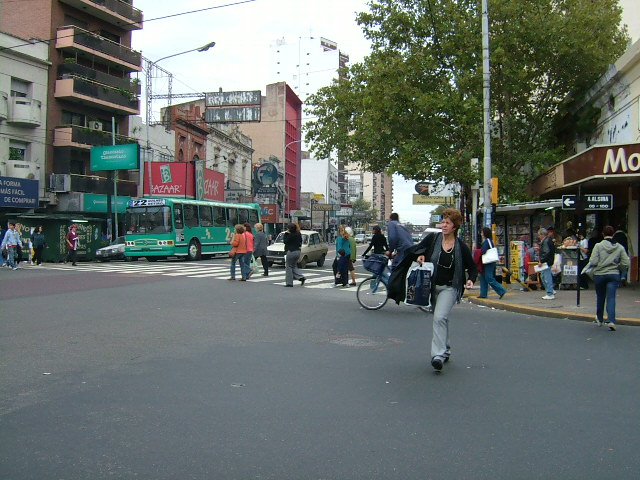
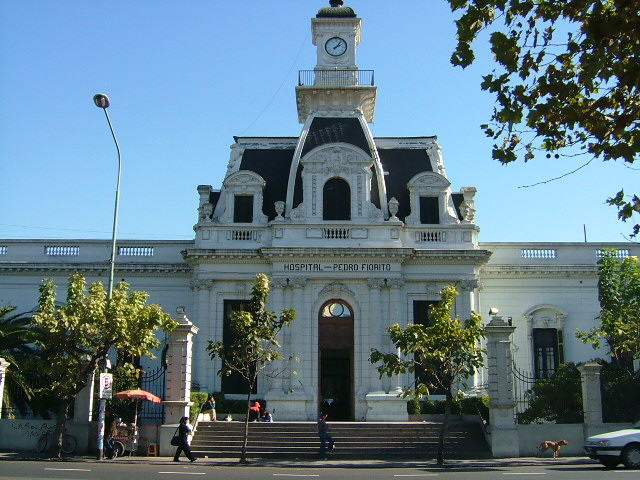
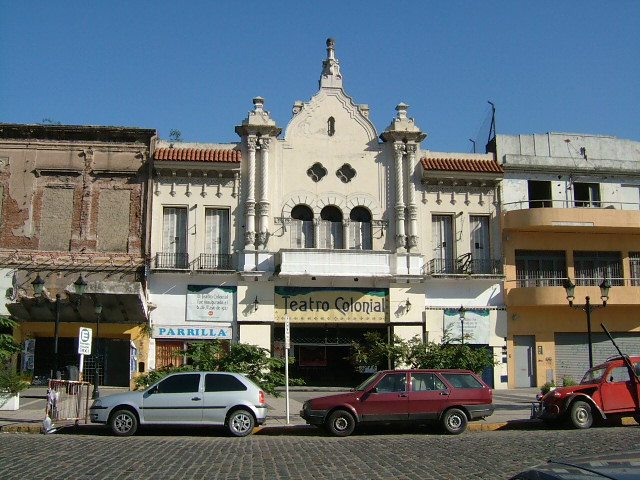
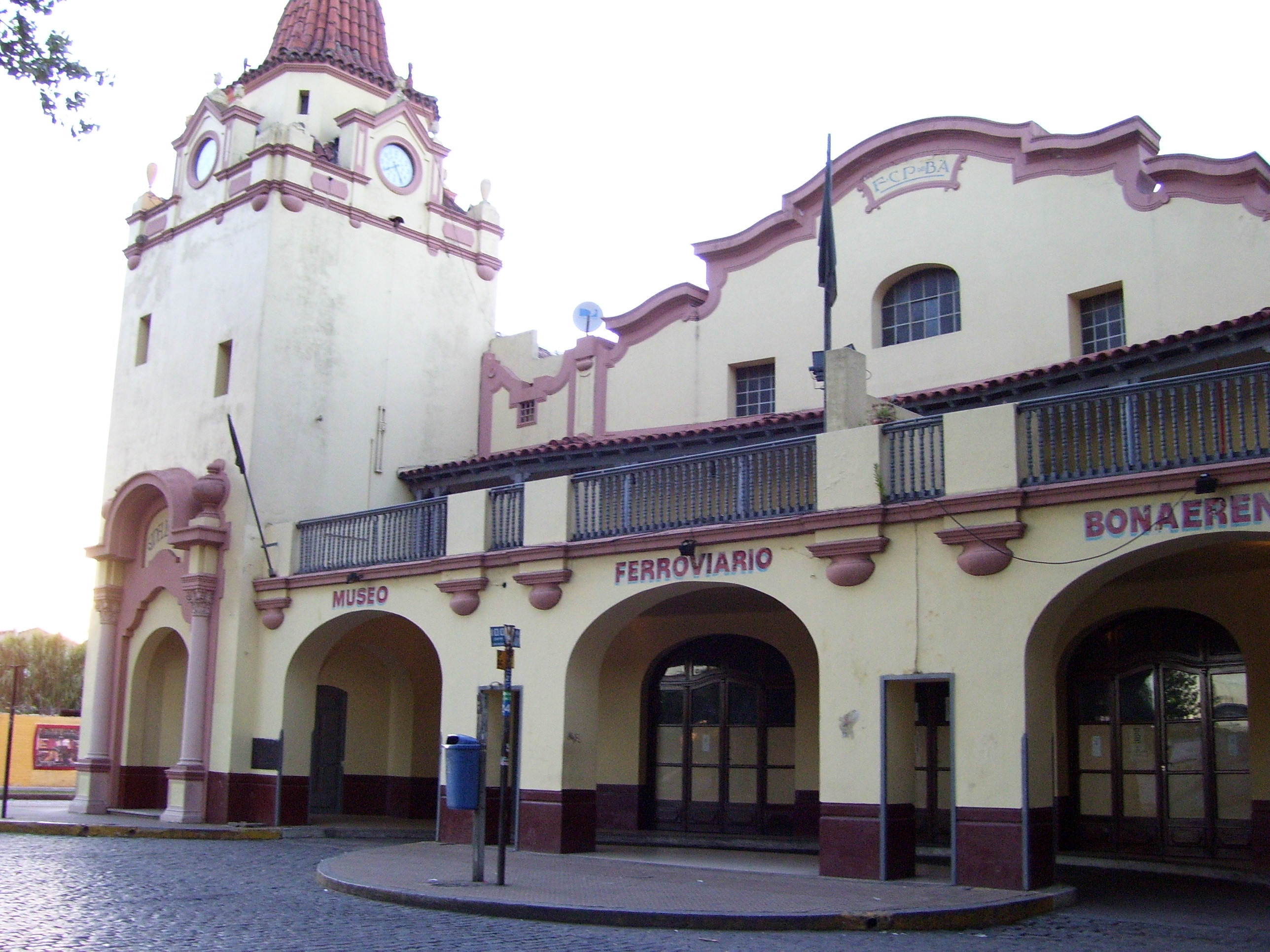
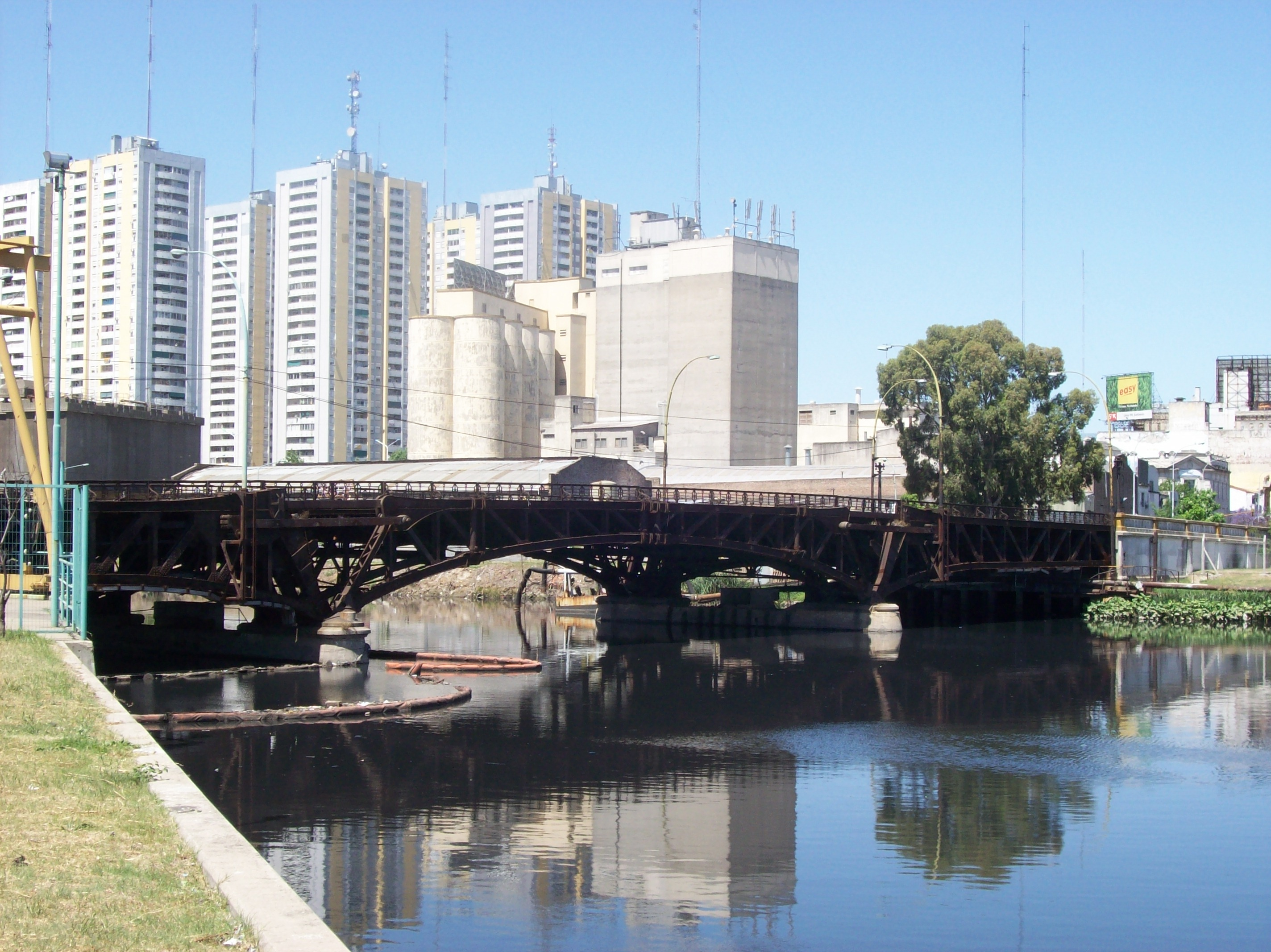
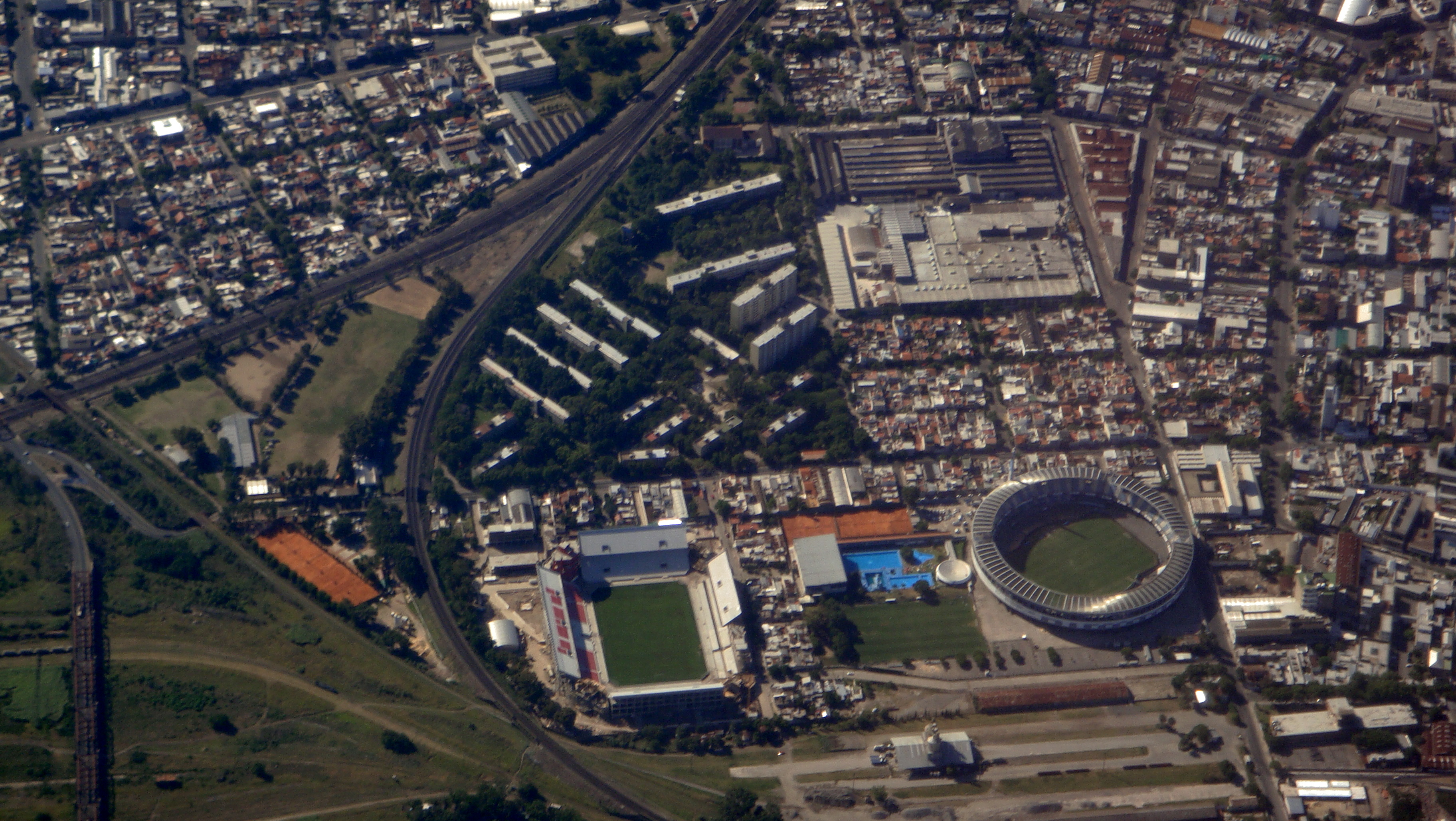